# Christian Fahl
Christian Fahl (* 18. Juli 1967 in Neumünster) ist ein deutscher Rechtswissenschaftler.

## Leben
Nach dem Abitur in Bad Segeberg und dem Wehrdienst (1987–1988) studierte er von 1988 bis 1993 Rechtswissenschaften mit fachspezifischer Fremdsprachenausbildung in Englisch, Französisch und Spanisch an der Universität Passau. Von 1994 bis 1996 absolvierte er das Referendariat in Rostock und Schwerin. Nach der Promotion 1995 und der Habilitation 2002 war er von 2005 bis 2013 Inhaber des Lehrstuhls für Strafrecht, Strafprozessrecht und Rechtsphilosophie an der Universität Rostock. Seit 2013 ist er Inhaber des Lehrstuhls für Strafrecht, Strafprozessrecht und Rechtsphilosophie an der Universität Greifswald.

## Schriften (Auswahl)
- Zur Bedeutung des Regeltatbildes bei der Bemessung der Strafe. Berlin 1996, ISBN 3-428-08711-9.
- Rechtsmißbrauch im Strafprozeß. Heidelberg 2004, ISBN 3-8114-5143-X.
- Strafrechts-Klassiker. Die wichtigsten Fälle aus AT und BT. München 2020, ISBN 3-406-75791-X.
- Jura für Nichtjuristen. Sieben unterhaltsame Lektionen. München, 2. Aufl. 2012, ISBN 978-3-406-59990-3.
- mit Klaus Winkler: Meinungsstreite Strafrecht BT/2. Examensrelevante Probleme – Meinungen, Argumente, §§ 211-266b StGB. München 2020, ISBN 3-406-75934-3.